# Caazapá (département)
Le département de Caazapá (en espagnol : Departamento de Caazapá) est un des 17 départements du Paraguay. Son code ISO 3166-2 est PY-6.

## Géographie
Situé au sud-est du pays, le département est limitrophe :
- au nord, du département de Guairá ;
- au nord-est, du département de Caaguazú ;
- à l'est, du département de l'Alto Paraná ;
- au sud-est et au sud, du département d'Itapúa ;
- au sud-ouest, du département de Misiones ;
- à l'ouest, du département de Paraguarí.

## Économie
Le département est connu au Paraguay pour ses plantations d'orangers et de mandariniers.

## Paysages
Le département est réputé pour ses collines boisées. 

## Subdivisions
Le département est subdivisé en dix districts :
1. Abaí
2. Buena Vista
3. Caazapá
4. Doctor Moisés S. Bertoni
5. Fulgencio Yegros
6. General Higinio Morínigo
7. Maciel
8. San Juan Nepomuceno
9. Tabaí
10. Yuty